# Lithophaga aristata
Lithophaga aristata är en musselart som först beskrevs av Lewis Weston Dillwyn 1817.  Lithophaga aristata ingår i släktet Lithophaga och familjen blåmusslor. Inga underarter finns listade i Catalogue of Life.